# Fuente-Álamo
Fuente-Álamo é um município da Espanha na província de Albacete, comunidade autónoma de Castilla-La Mancha, de área 133,07 km² com população de 2707 habitantes (2004) e densidade populacional de 20,34 hab/km².

## Demografia
| Variação demográfica do município entre 1991 e 2004 | Variação demográfica do município entre 1991 e 2004 | Variação demográfica do município entre 1991 e 2004 | Variação demográfica do município entre 1991 e 2004 |
| --------------------------------------------------- | --------------------------------------------------- | --------------------------------------------------- | --------------------------------------------------- |
| 1991                                                | 1996                                                | 2001                                                | 2004                                                |
| 2432                                                | 2449                                                | 2600                                                | 2707                                                |